# Кейвал, Иржи
Иржи Кейвал (чеш. Jiří Kejval; род. 30 ноября 1967, Прага) — чешский гребец, спортивный функционер, предприниматель. Выступал за национальные сборные Чехословакии и Чехии по академической гребле, с 2012 года — президент Олимпийского комитета Чехии, с 2018 года — член Международного олимпийского комитета.

## Биография
Иржи Кейвал родился 30 ноября 1967 года в Праге. Окончил факультет гражданского проектирования Чешского технического университета.
Будучи студентом, серьёзно занимался академической греблей, состоял в пражском гребном клубе «Славия». Несколько раз становился победителем и призёром первенств национального значения, неоднократно представлял Чехословакию и Чехию на международной арене, в частности, в 1991 году стартовал на чемпионате мира в Вене, где в зачёте парных двоек закрыл десятку сильнейших. Рассматривался в качестве кандидата на участие в летних Олимпийских играх 1992 года в Барселоне, но из-за болезни своего партнёра по экипажу в конечном счёте не смог попасть на Олимпиаду. В 1993 году в парных двойках занял 15-е место на домашнем чемпионате мира в Рачице.
После завершения спортивной карьеры с 1996 года состоял в Олимпийском комитете Чехии, с 2005 года — член исполнительного совета, в 2009—2012 годах занимал должность вице-президента, отвечал за финансы и маркетинг организации. В 2012 году был избран президентом Олимпийского комитета Чехии, сменив на этом посту Милана Йирасека. Четыре года спустя переизбран на второй срок.
С 2017 года является членом исполнительного комитета Всемирного антидопингового агентства.
В 2018 году на сессии во время зимних Олимпийских игр в Пхёнчхане стал членом Международного олимпийского комитета, где впоследствии возглавил службу телевидения и маркетинга.
Помимо работы спортивного функционера Кейвал также проявил себя в бизнесе. Так, в 1991 году вместе с партнёром Мартином Куликом он основал компанию TECHO, которая изначально занималась производством осветительного оборудования, а позже стала одним из крупнейших поставщиков офисной мебели в Чехии. В 2008 году он продал свой пакет акций компании крупному европейскому производителю мебели Royal Ahrend, где затем входил в совет директоров.
Занимается общественной и благотворительной деятельностью, спонсирует сферу архитектуры и дизайна в Чехии.